# Psylla simaoli
Psylla simaoli är en insektsart som beskrevs av Yang och Li 1984. Psylla simaoli ingår i släktet Psylla och familjen rundbladloppor. Inga underarter finns listade i Catalogue of Life.